# Museo Drents
El Museo Drents es un museo de arte e historia ubicado en Assen (Países Bajos). Fue inaugurado en 1854. cuenta con una colección de artefactos prehistóricos, arte aplicado y visual, así como exposiciones temporales. En 2023 tuvo 179 345 visitantes.

## Historia

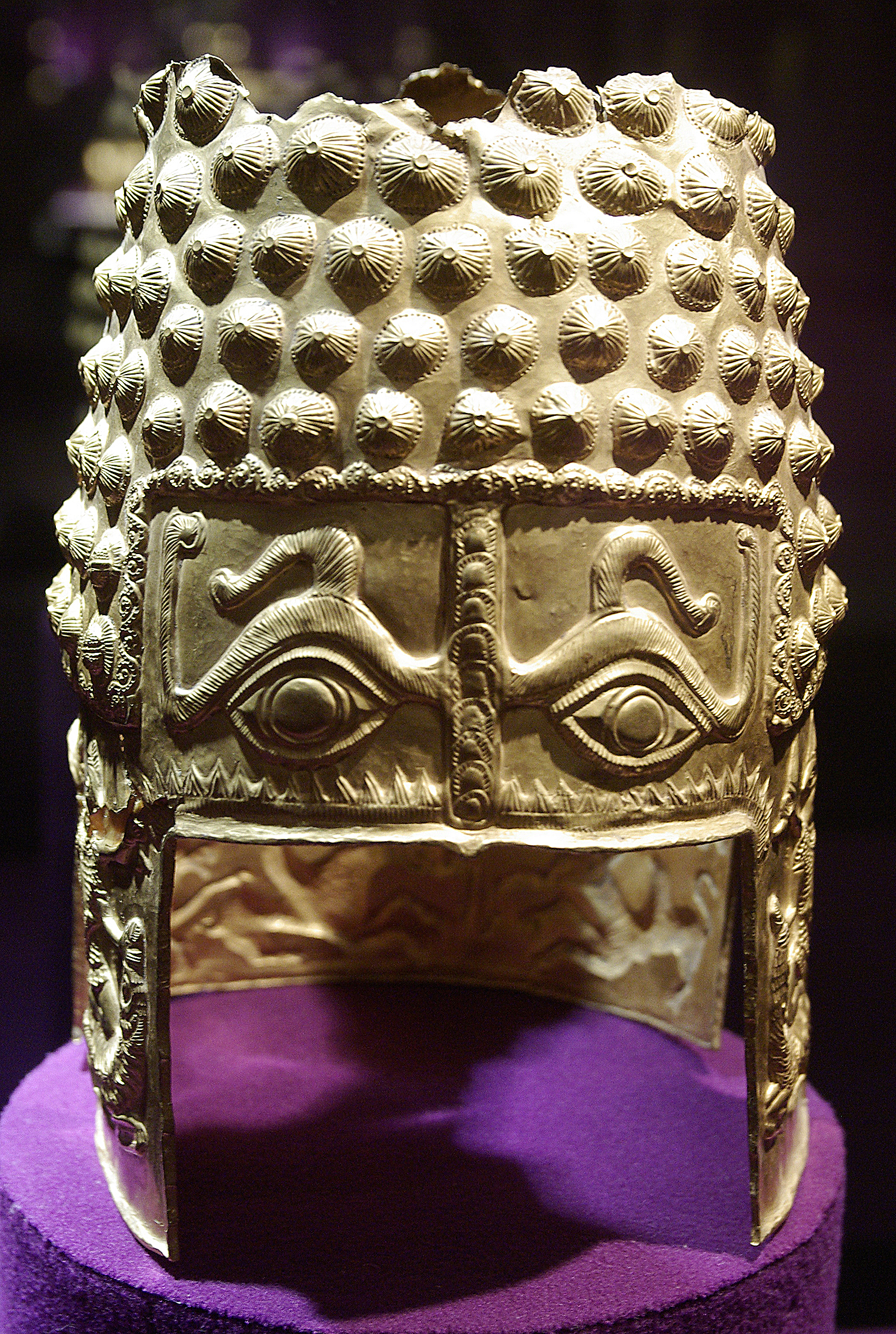
El casco de Coțofenești, objeto del robo en el museo de 2025.

El museo fue fundado por el Comisario del Rey de Drente el 28 de noviembre de 1854 como Museo Provincial de Antigüedades de Drente.
El 6 de noviembre de 2007, el museo anunció que el arquitecto Erick van Egeraat había sido elegido para diseñar una nueva ampliación del mismo. Los costes totales se estimaron en dieciocho millones de euros. El museo permaneció cerrado una temporada, entre los veranos de 2010 y 2011. A principios de 2010 se completó la construcción de un nuevo y moderno almacén para unos 90 000 objetos y obras de arte. La nueva ala se inauguró oficialmente en noviembre de 2011.
El museo realizó una tomografía computarizada y una endoscopia de una estatua de Buda que documentó la presencia de una momia identificada como la de un monje, Liuquan, maestro budista de la Escuela Médica China. Según los informes, la estatua data del siglo XI. La momia estuvo expuesta en el Museo de Historia Natural de Hungría hasta mayo de 2015.

### Robo de 2025
El 25 de enero de 2025 se produjo un atraco en el museo, en el que unos ladrones robaron objetos de oro del museo. Los ladrones irrumpieron en el museo con explosivos. Entre los objetos robados se encontraban el casco de Coțofenești, del siglo v a. C., y varios brazaletes dacios procedentes del yacimiento de Sarmizegetusa. La policía fue alertada de una explosión a las 3:45 horas de la madrugada del mismo día. No había ningún guardia en el museo en el momento del robo. Los investigadores declararon la posibilidad de la intención de fundir las piezas debido a su composición exclusiva de oro y por lo reconocibles de las piezas, que dificultan su venta en el mercado negro.

## Colecciones
El museo cuenta con una amplia colección permanente de objetos prehistóricos de la provincia de Drente. Incluye exposiciones de cuerpos de pantano como la Niña de Yde, los Hombres de Weerdinge, el Hombre de Exloërmond y el Hombre de Emmer-Erscheidenveen. Hay hallazgos de la cultura de los vasos de embudo, y la colección también incluye la canoa recuperada más antigua del mundo, la canoa de Pesse, que data de entre 8200 y 7600 a. C.
Un edificio anexo alberga salas de época que muestran el estilo de vida de las familias acomodadas de Drenthe en distintos periodos. Este edificio también alberga cerámicas de la Casa de Orange, conocidas como la colección Bontekoe. En el jardín hay una estatua de Bartje Bartels, protagonista de los libros de Anne de Vries y símbolo de la provincia de Drente.
El museo alberga una colección permanente de arte figurativo con especial atención al realismo del norte de Europa y a representantes de la cuarta generación de artistas figurativos abstractos neerlandeses, como Matthijs Röling. También hay una colección de arte y artes aplicadas de 1885 a 1935 con obras de Vincent van Gogh, Jan Toorop y Jan Sluijters.

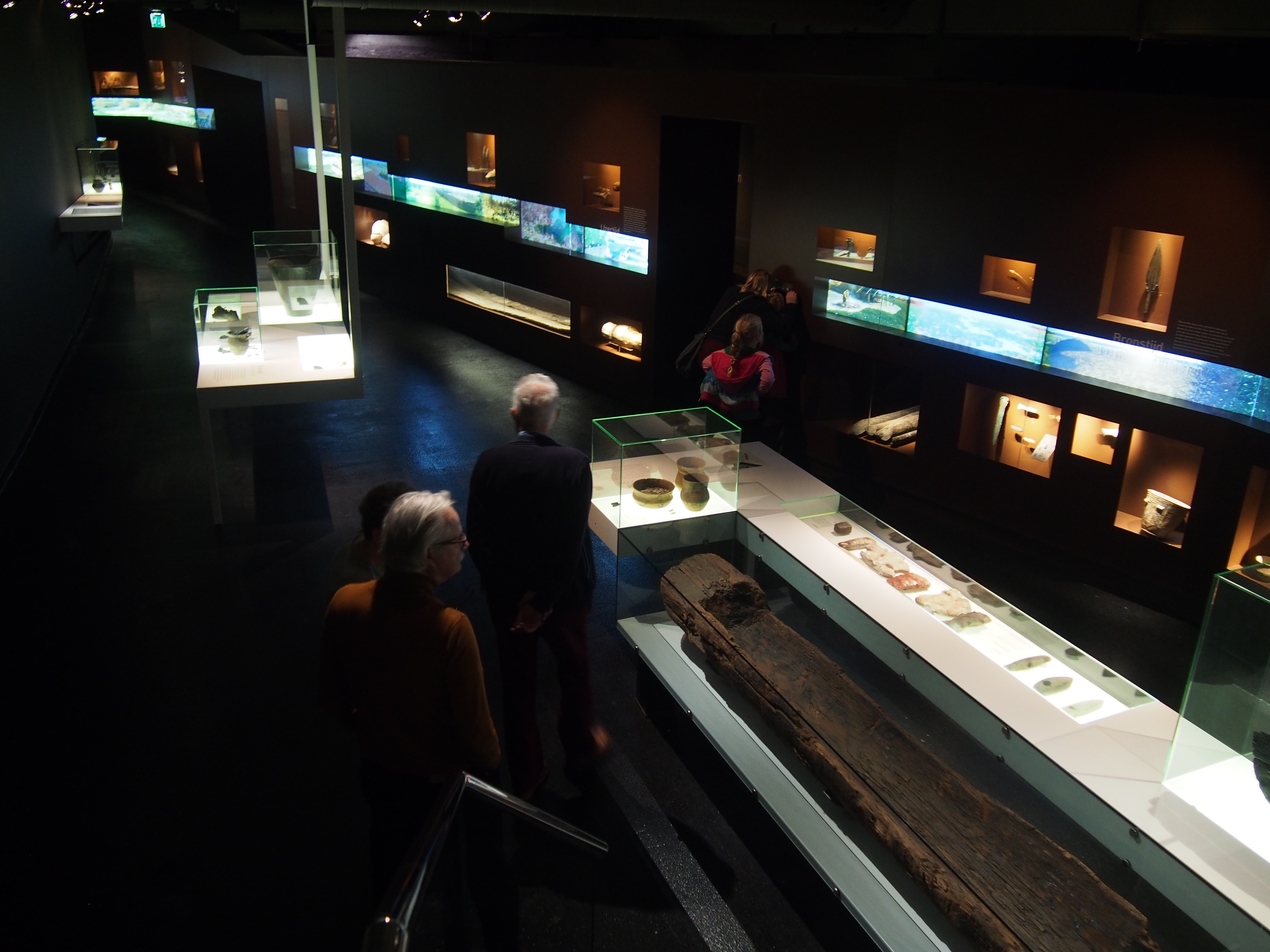
La canoa de Pesse, expuesta en 2019.
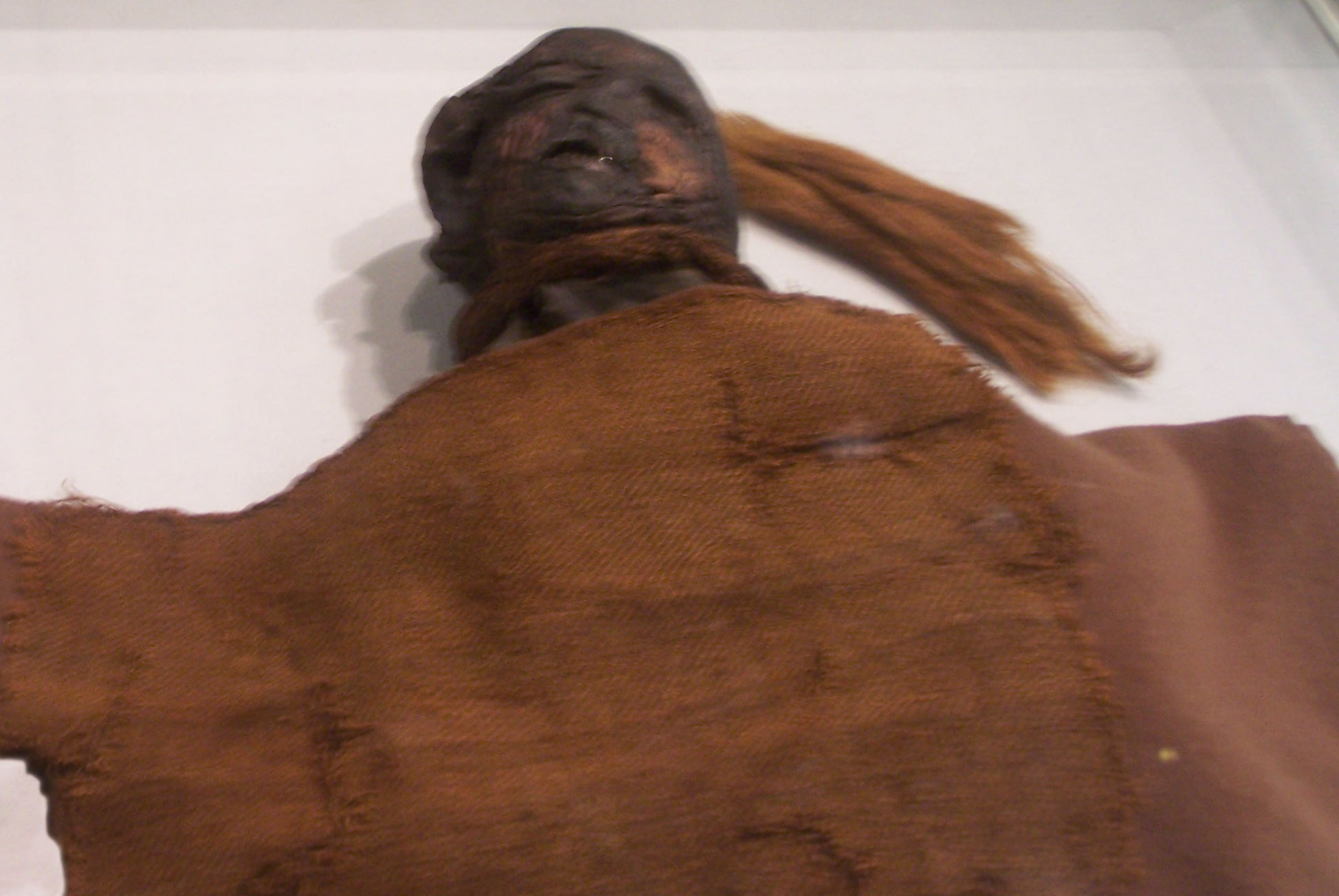
Momia de la niña de Yde.
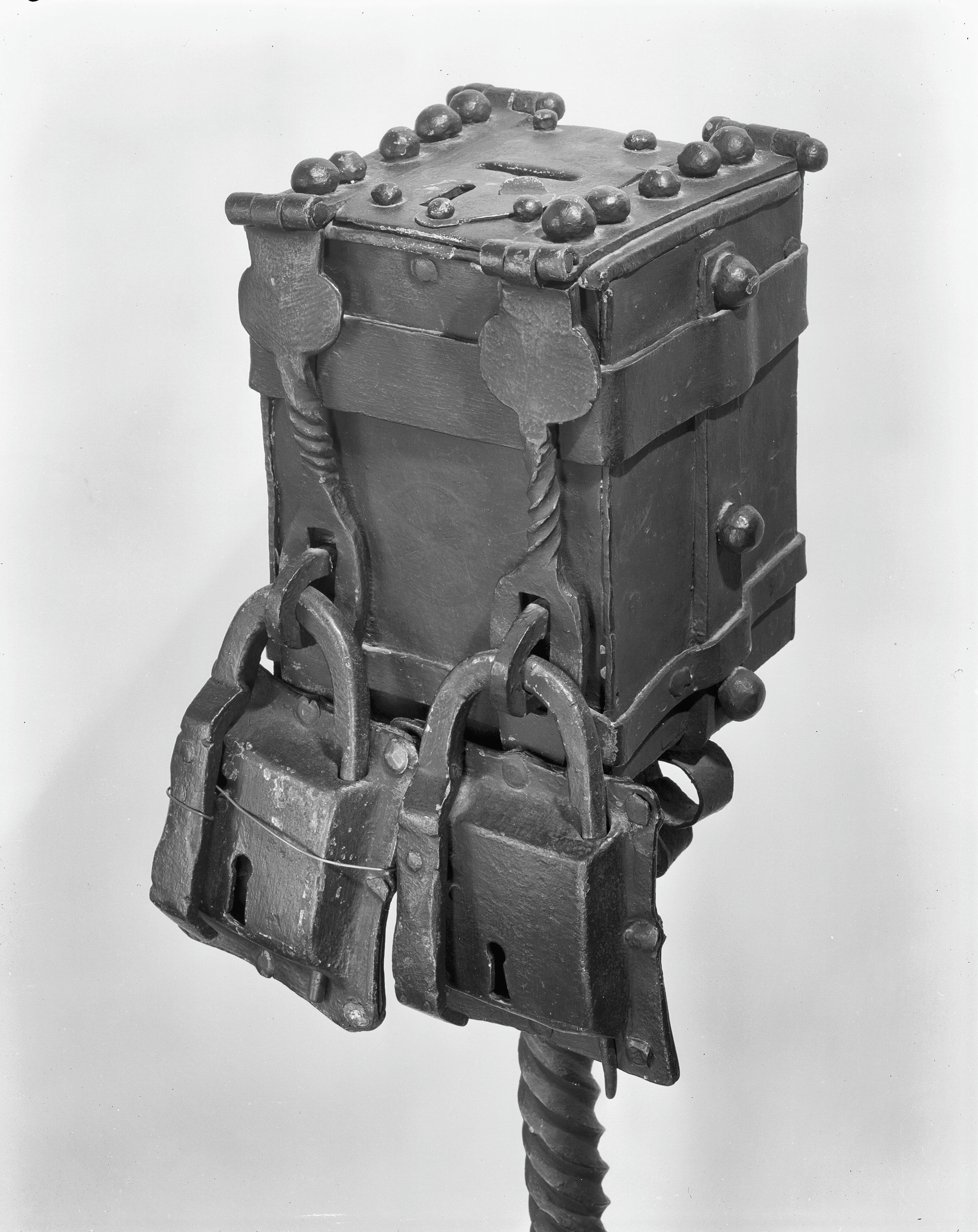
Un cepillo de iglesia.
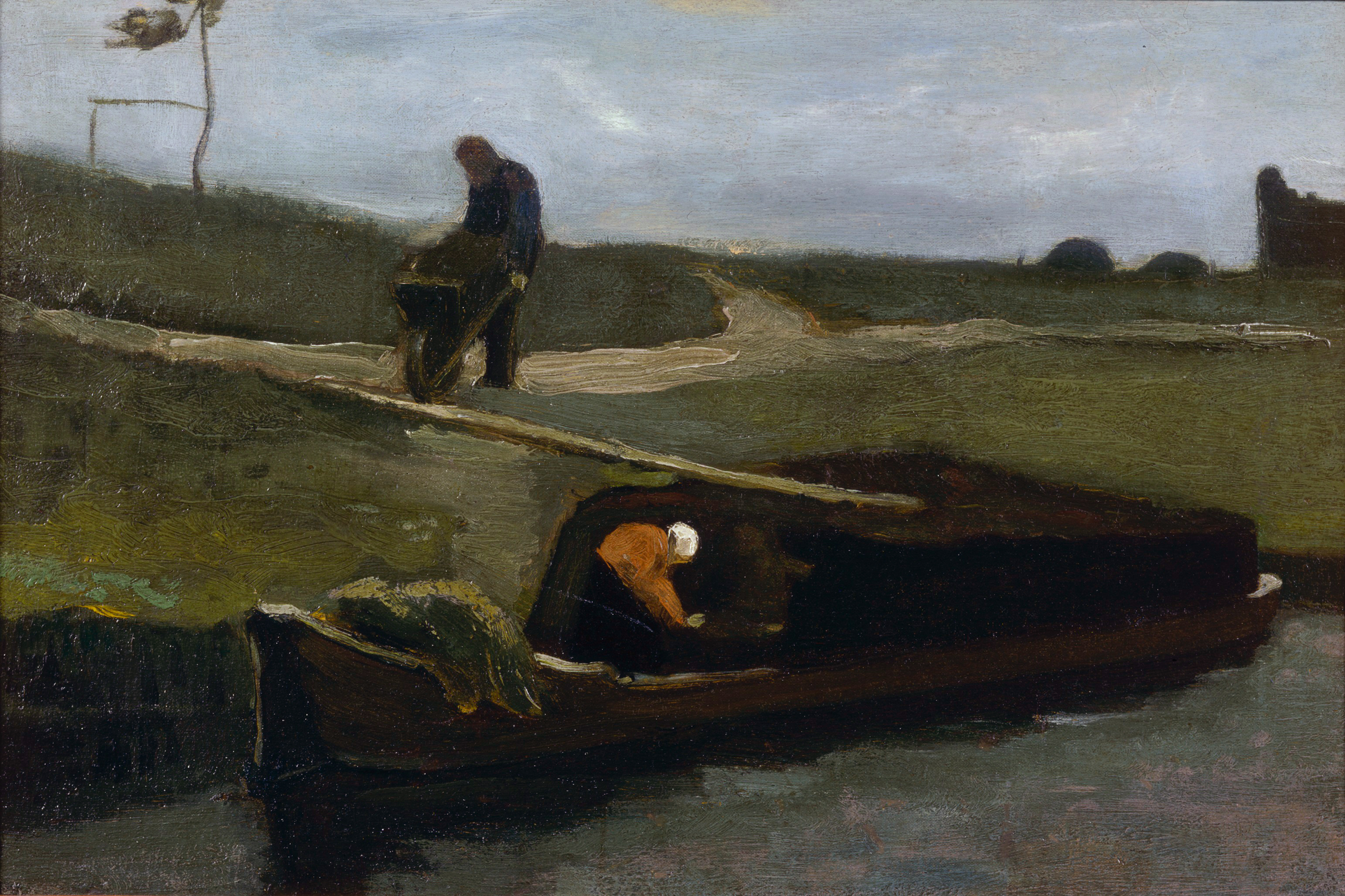
Deux Paysannes ramassant la tourbe (1883) de Vincent van Gogh.
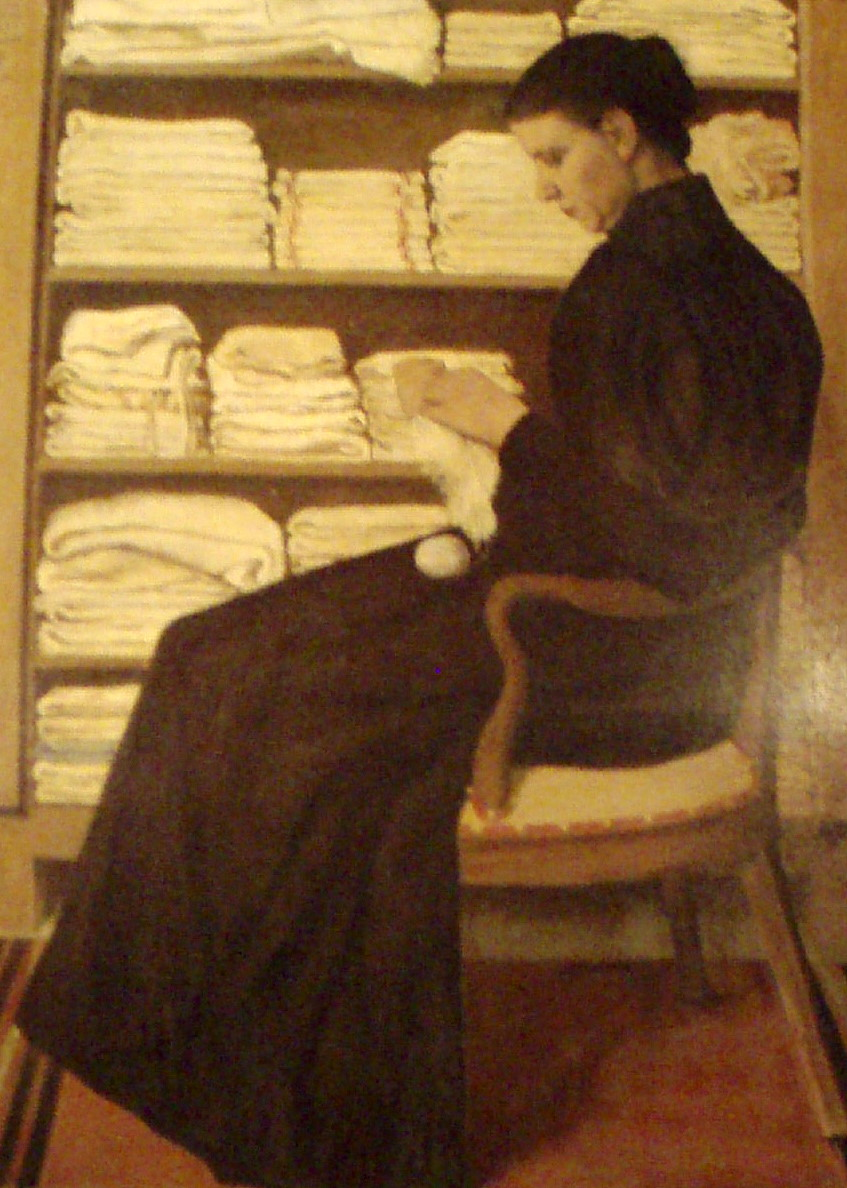
La mère et l'armoire à linge de Theo Molkenboer.

## Administración
Desde 2017, el director del museo es Harry Tupan. Sustituyó a Annabel Birnie, que ocupaba el cargo desde 2012. Annemiek Rens es la conservadora jefe.
En 2013, el museo tuvo 227 000 visitantes. En 2023, tuvo 179 345 visitantes. En ese mismo año, había 81 empleados que ocupaban unos 57 puestos a tiempo completo.